# Sybra solida
Sybra solida là một loài bọ cánh cứng trong họ Cerambycidae.